# Dörarp
Dörarp är en småort i Dörarps distrikt i Ljungby kommun och kyrkby i Dörarps socken. Orten har 141 invånare (2023).
I orten finns Dörarps kyrka och bebyggelsen består främst av villor. Tätorten ligger placerad mellan två sjöar - Färsjön och Vidöstern. Strax utanför tätorten låg den nationellt erkända restaurangen Gyllene Rasten. Men sedan mitten av 2000-talet är restaurangen stängd.
Orten är känd för att vara platsen där Cliff Burton, dåvarande basist i Metallica, dog den 27 september 1986 när bandets turnébuss körde av vägen. En minnessten, skapad av Manuel Pino, restes i samband med 20-årsdagen av Burtons död. Den 13 maj 2022 bytte busshållplatsen som ligger i närheten av minnesstenen namn från "Dörarp norra" till "Cliff Burtons minnessten".
Närmsta grannby är tätorten Vittaryd som ligger 3–4 kilometer bort.